# Transporte en Canarias

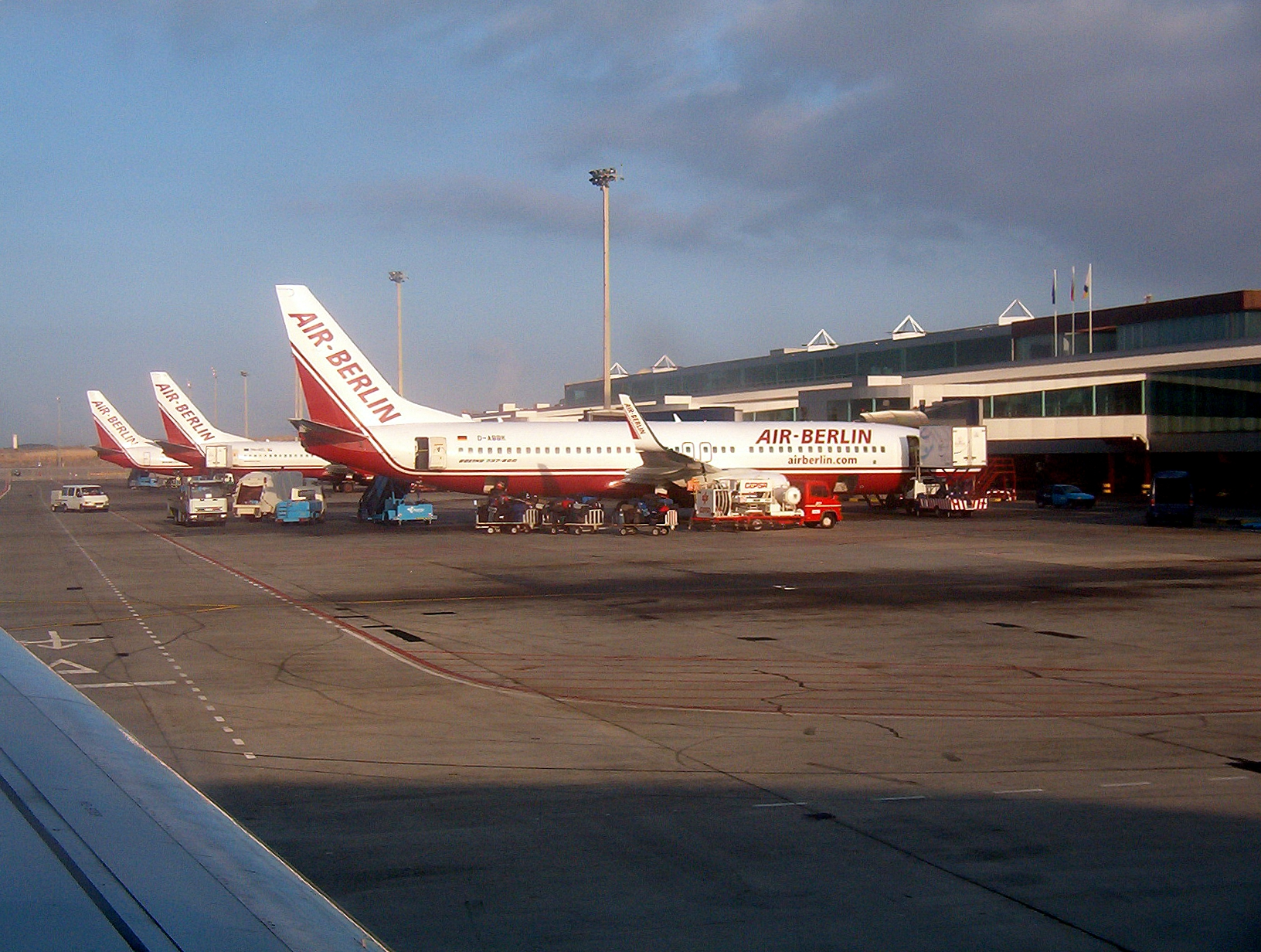
Terminal del Aeropuerto de Tenerife Sur

El transporte en Canarias comprende el conjunto de infraestructuras y sistemas de transporte que operan en el archipiélago de las Islas Canarias. La condición insular, la orografía montañosa y el origen volcánico del territorio plantean importantes desafíos para las comunicaciones. La estructura del transporte en las islas se articula en torno a tres ejes principales:
- Conexión con el exterior: El transporte aéreo es el principal medio de conexión con el resto del mundo, facilitando las comunicaciones tanto a nivel internacional como con la península ibérica. Este predominio del transporte aéreo se debe a la lejanía del archipiélago con respecto al continente. Según datos de Aena, el aeródromo grancanario fue el tercero nacional con mayor número de operaciones en 2024, solo superado por los aeropuertos de Madrid y Barcelona. Además, ocupó el cuarto puesto en cuanto a pasajeros totales, tras Málaga. Durante el periodo registrado, el total de pasajeros contabilizados fue de 1.426.180, sumando tanto las operaciones de llegada como de salida. En cuanto a las llegadas, fueron 704.397, lo que representa un aumento del 13,1% respecto al mismo mes de 2023. Entre estos, 409.515 fueron pasajeros internacionales, 161.823 llegaron desde aeropuertos peninsulares y 133.059 desde otros aeropuertos canarios.[1][2]
- Conexión interinsular: El transporte marítimo es históricamente el medio predominante para la comunicación entre las islas, aunque el uso de aeronaves de menor tamaño está experimentando un notable crecimiento en los últimos años, ofreciendo una alternativa más rápida para ciertos trayectos. Compañías como Naviera Armas y Fred. Olsen Express operan numerosas rutas entre las islas.[3][4]
- Transporte interno: El transporte terrestre, principalmente por carretera, es el que vertebra la movilidad dentro de cada isla. Debido a la compleja orografía montañosa, muchas carreteras se caracterizan por un trazado sinuoso con numerosas curvas. El uso de autobuses, conocidos localmente como "guaguas", es común para el transporte público dentro de las islas.[5]

## Transportes terrestres
Solo tres islas dentro del archipiélago disponen de autopistas: Tenerife, Gran Canaria y Fuerteventura, aunque estas autopistas no rodean totalmente estas islas. El resto de la infraestructura terrestre está compuesta por carreteras que rodean las islas y carreteras locales que conectan núcleos de población con el eje vertebrador de cada isla.

### Tenerife
Tenerife tiene dos autopistas: la autopista del Norte de Tenerife (TF-5), que une Santa Cruz de Tenerife y El Tanque en la costa noroeste, pasando por La Laguna y Puerto de la Cruz , y la autopista del Sur de Tenerife (TF-1) que parte de la capital hasta Santiago del Teide. Entre este municipio y el de El Tanque hay una carretera que completa la vuelta a la isla (TF-82). Este trazado está doblado por una carretera comarcal, que hasta la construcción de la autopista era la principal (TF-28). Además, hay una carretera que atraviesa la dorsal de la isla entre Santa Cruz de Tenerife y las Cañadas del Teide (TF-21). En el extremo norte, así como en los pueblos que no quedan en este trazado, completan la red con carreteras locales (TF-152, TF-217, etc.).
Actualmente se llevan a cabo obras para cerrar el anillo insular de autopistas. El servicio regular de viajeros por carretera en la isla de Tenerife está cubierto por TITSA (Transportes Interurbanos de Tenerife, S.A.U.) y da cobertura, con un gran número de vehículos que cubren un número aproximado de 150 líneas, a la gran mayoría de la isla. En el mes de abril de 2007, el Gobierno de Canarias anunció el inminente inicio de las obras de la prolongación de la autopista del Sur (que es actualmente la más grande del archipiélago) hasta el municipio de Santiago del Teide, que incluyen, dentro del Municipio de Guía de Isora, un ramal de conexión con la zona costera, entre las poblaciones de Alcalá y Playa San Juan. La nueva carretera forma parte del denominado «Anillo Insular» de la isla de Tenerife y consigue completar el denominado Cierre Sur, uniendo la Autopista del Sur, TF-1, con el Valle de Santiago del Teide, donde se conecta con el Cierre Norte, que completa el anillo hasta la Autopista del Norte, TF-5.

### Gran Canaria
En Gran Canaria solo hay una autopista: la Autopista del Sur de Gran Canaria (GC-1), que es considerada la vía fundamental para la articulación del transporte terrestre en la isla. Desde Las Palmas de Gran Canaria hasta el Aeropuerto de Gran Canaria se considera autovía y desde este punto hasta Puerto Rico en el suroeste insular, autopista. Desde Las Palmas de Gran Canaria hasta Maspalomas consta de tres carriles y de ahí hasta su final de dos. Recorre toda la banda Este a lo largo del litoral y en torno a ella crecen los más importantes núcleos poblacionales e industriales.
La Autovía del Norte de Gran Canaria (GC-2) nace en Las Palmas de Gran Canaria y maneja el tráfico del norte de la isla. En el tramo hasta Bañaderos se considera autovía, pero desde ahí hasta Agaete adopta diferentes tipologías como Autopista. A su paso por la Cuesta de Silva se apoya sobre dos puentes (los Puentes Silva) considerados entre los más altos de Europa. Esta vía está sujeta a importantes retenciones diarias provocadas por el inadecuado planteamiento de la propia vía, a pesar de los sucesivos planes para reformarla. Desde Agaete a La Aldea de San Nicolás, siguiendo la costa oeste, existe una carretera comarcal construida en los años 30 que destaca por la extrema peligrosidad de su trazado a lo largo de los grandes acantilados occidentales. La GC-3 es la Circunvalación de Las Palmas de Gran Canaria, se trata de una obra de grandes dimensiones inconclusa pues aún faltan los tramos IV-V que unirán, en el futuro, a Tamaraceite con Bañaderos. Los tramos ya concluidos (I-II-III) que desde Jinámar, donde enlaza con la Autopista del Sur de Gran Canaria (GC-1), llegan hasta Tamaraceite, han aliviado en gran medida el intenso tráfico en el casco urbano capitalino. Existen, además, otras carreteras que unen Las Palmas de Gran Canaria con el centro de la isla. Son las carreteras más antiguas y se caracterizan por una gran sinuosidad en el trazado así como por su estrechez; varias de las mismas confluyen en las Cumbres de la isla. Los pueblos que no están en estos ejes se unen a ellos por carreteras locales.

### Fuerteventura
Fuerteventura tiene en construcción una autopista que se inicia en Morro Jable y termina en Corralejo atravesando la capital, Puerto del Rosario. Hoy día se están llevando a cabo las obras de construcción de la autopista, aunque ya hay muchos tramos de esta autopista que están abiertos combinando, provisionalmente, la autopista con la carretera comarcal. Los tramos ya abiertos son: Morro Jable-Costa Calma, Aeropuerto-Puerto del Rosario y Caldereta-Corralejo. Cabe destacar que cuando finalice esta obra, será la segunda autopista más grande de Canarias, tras el Anillo insular de Tenerife. Gracias a su relieve, más plano y virgen que el resto de islas, es más fácil realizar la obra necesaria para la autopista. Gracias a ello se pudieron hacer circunvalaciones tanto en Puerto del Rosario como en Costa Calma.

### La Palma
La Palma está rodeada casi por completo por una carretera comarcal (excepto en su tramo norte, en el municipio de Garafía). Además, hay otra carretera (LP-3) que atraviesa el centro de la isla entre Santa Cruz de la Palma y Los Llanos de Aridane, por El Paso, atravesando la cumbre mediante dos túneles. Otra carretera de montaña (LP-4) conecta Santa Cruz de la Palma con el Observatorio del Roque de los Muchachos y el extremo noreste (Garafía), bordeando la caldera de Taburiente.

### La Gomera
En La Gomera las carreteras conectan San Sebastián de la Gomera, en el este, con todos los extremos de la isla atravesando, más o menos, el centro de la isla. Solo la carretera entre San Sebastián de la Gomera y Vallehermoso tiene un cierto carácter costero. No es posible, pues, rodear la isla por carretera.

### El Hierro
En El Hierro casi todas las carreteras son locales y no rodean por completo la isla. Hay dos carreteras principales: una entre Valverde y La Frontera, que atraviesa en centro de la isla, y otra entre Valverde y La Restinga, el punto turístico más notable de El Hierro.

### Lanzarote
Lanzarote posee dos tramos de autovía que conectan la capital insular, Arrecife, con los núcleos urbanos de Tías (LZ 2) y San Bartolomé (LZ 20), respectivamente. El primero de ellos forma parte del llamado eje Órzola-Arrecife-Playa Blanca que enlaza el norte de la isla con su capital, en el centro, y a esta con el extremo sur. En el segundo caso, la carretera discurre desde Arrecife hacia el interior de la isla y se prolonga hasta el núcleo urbano de Tinajo.

## Transportes marítimos

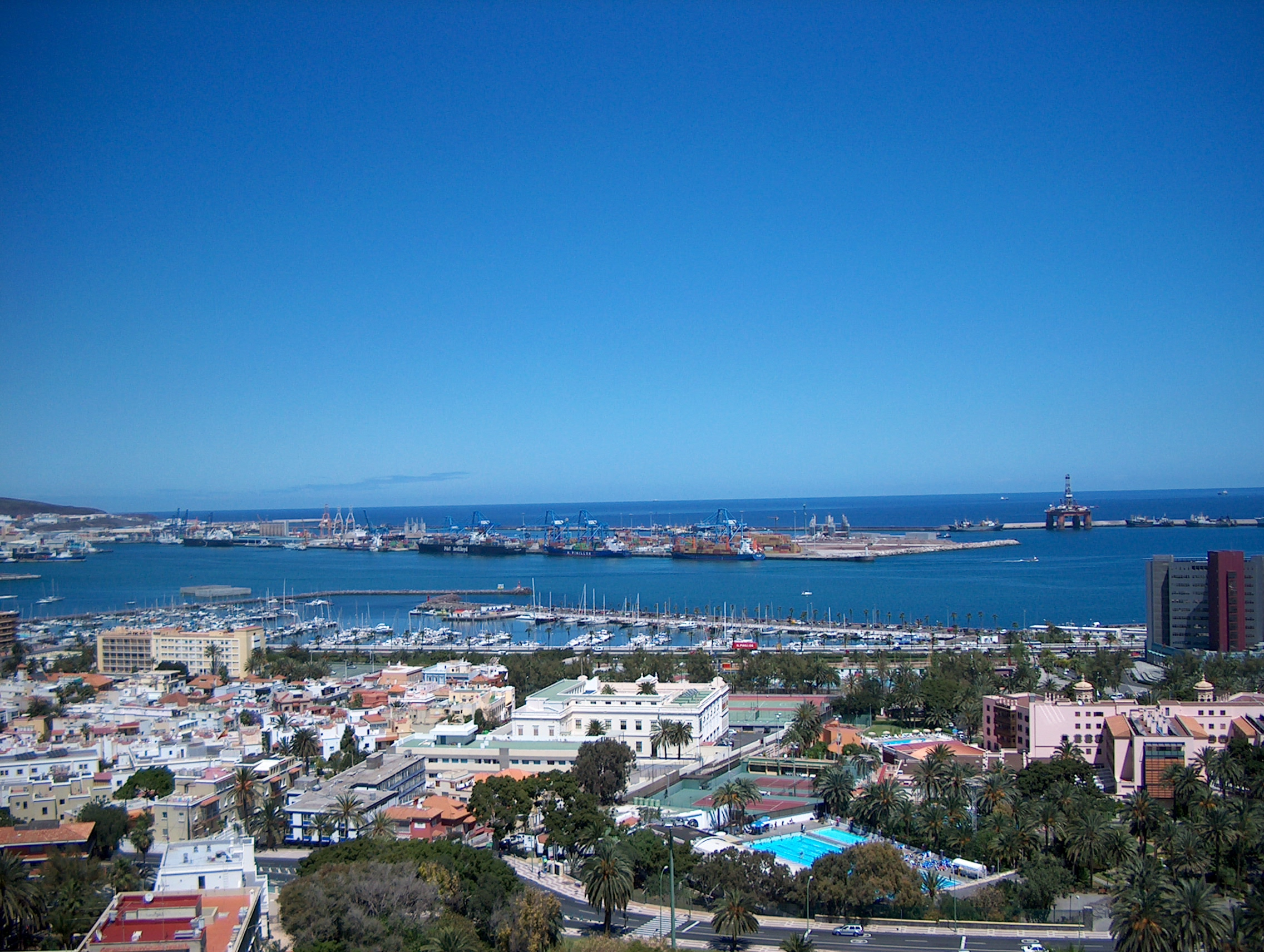
Puerto de La Luz

Canarias tiene importantes puertos. Los tres más importantes son el Puerto de La Luz, el Puerto de Santa Cruz de Tenerife y el de Los Cristianos. Estos son puertos que reciben importantes contingentes de pasajeros, solo superados en el país[cita requerida] por Algeciras, Ceuta, Barcelona y Palma de Mallorca, entre otros. Pero sobre todo son puertos mercantes. Por ellos entra todo lo que Canarias importa para consumo interno o turístico. También son importantes puertos pesqueros, gracias a la proximidad del banco canario-sahariano. Además de estos dos puertos hay multitud de puertos deportivos y de recreo. En todas las islas, hay puertos de comunicación marítima entre ellas.
Las principales rutas son:

#### Gran Canaria
En Gran Canaria el Puerto de La Luz tiene rutas con Santa Cruz de Tenerife, Morro Jable y Puerto del Rosario (Fuerteventura), Arrecife (Lanzarote), y las principales comunicaciones marítimas con la Península Ibérica; en su seno se encuentra una de las Bases Navales de la Armada Española. El puerto de Agaete tiene una ruta con Santa Cruz de Tenerife, el puerto de Salinetas es exclusivamente industrial y en Arinaga se prevé la apertura de un nuevo puerto industrial con conexiones directas con Fuerteventura. Aparte existen varios puertos deportivos. 

### Fuerteventura
En Fuerteventura hay tres puertos: el de Puerto del Rosario tiene rutas con Arrecife y Las Palmas de Gran Canaria; el de Morro Jable, con rutas con Las Palmas de Gran Canaria y Santa Cruz de Tenerife; y el puerto de Corralejo con rutas con Playa Blanca y la isla de Lobos.

### Lanzarote
En Lanzarote hay tres puertos: el de Arrecife, que tiene rutas con Las Palmas de Gran Canaria, Santa Cruz de Tenerife, Puerto del Rosario y Cádiz; el de Playa Blanca, que tiene ruta con Corralejo (Fuerteventura); y el de Órzola que enlaza con La Graciosa.

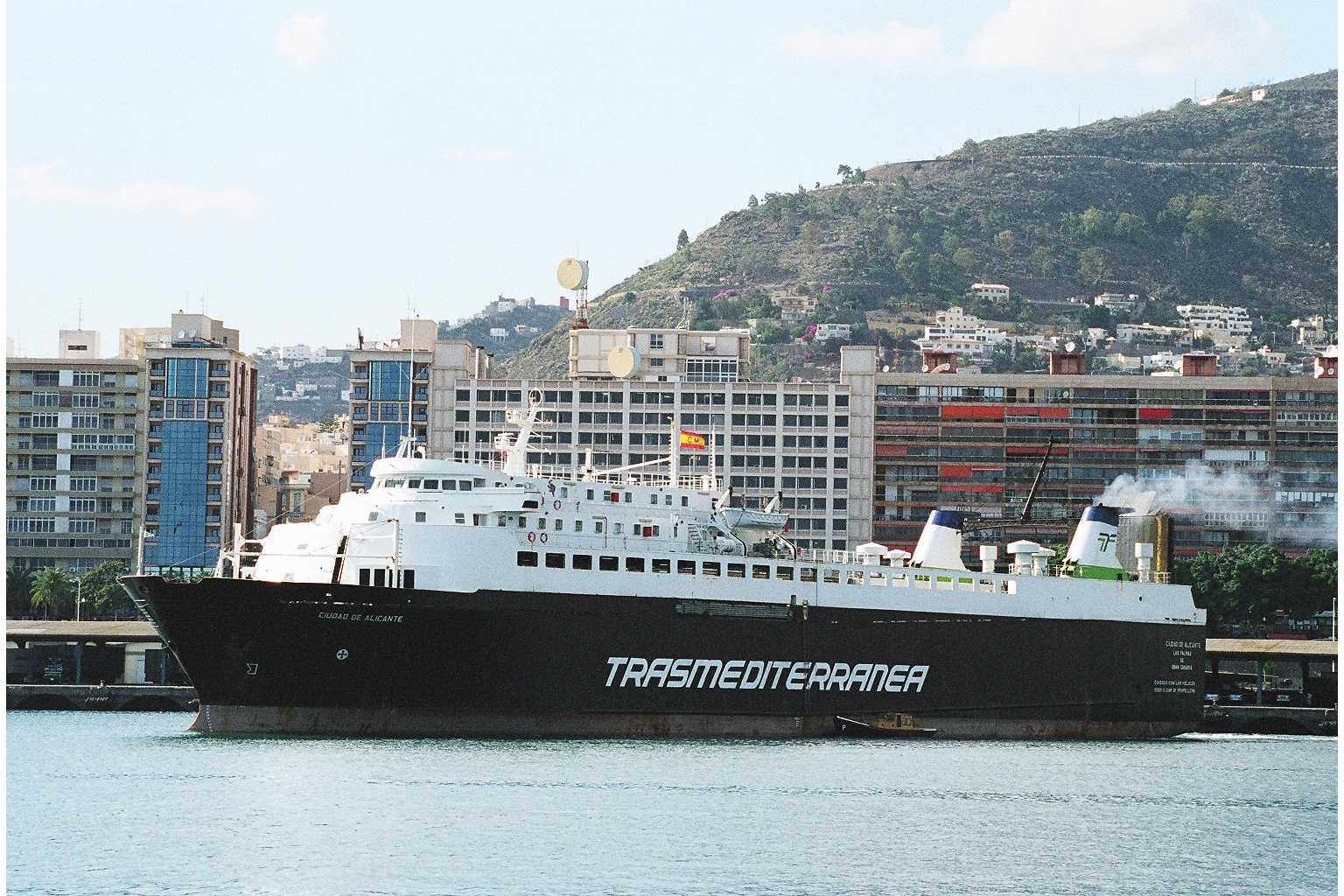
Barco de Trasmediterránea en Santa Cruz de Tenerife

### Tenerife
En Tenerife, el de Santa Cruz de Tenerife conecta con Santa Cruz de la Palma (La Palma), San Sebastián de la Gomera (La Gomera), Las Palmas de Gran Canaria (Gran Canaria), Agaete (Gran Canaria), Arrecife (Lanzarote), Morro del Jable (Fuerteventura) y recientemente también con el Puerto de Tazacorte en La Palma. También tiene rutas con Cádiz, Portimao, con las islas de Azores y Madeira, además de ser el tercer puerto de España y el primero de Canarias en tráfico y atraque de cruceros. El otro puerto es el de Los Cristianos, que tiene enlaces con San Sebastián de la Gomera, Santa Cruz de La Palma y La Estaca (El Hierro). Existen además otros puertos pesqueros como Garachico y Puerto de la Cruz, así como puertos deportivos como Los Gigantes. El Puerto de Santa Cruz de Tenerife es el segundo puerto del Estado en Canarias con mayor número de pasajeros, después de Los Cristianos, que es el puerto perteneciente a Puertos del Estado en Canarias que tiene más pasajeros y vehículos en régimen de pasaje. En Tenerife existe además el Puerto de Granadilla, el cual es el puerto industrial más grande de Canarias. La Autoridad Portuaria de Santa Cruz de Tenerife, con 4,6 millones de pasajeros, es la tercera de España (tras Baleares y Bahía de Algeciras) en movimiento de pasajeros.

### La Palma
En La Palma, el puerto de Santa Cruz de La Palma tiene rutas con Santa Cruz de Tenerife, San Sebastián de la Gomera, Cádiz y La Estaca (El Hierro). Recientemente se abrió una ruta semanal que une el puerto pesquero de Tazacorte, en el oeste de la isla, con Santa Cruz de Tenerife. Existe otro puerto pesquero en el municipio de San Andrés y Sauces llamado Puerto Espíndola. 

### La Gomera
En La Gomera, el puerto de San Sebastián de La Gomera tiene rutas con Santa Cruz de la Palma, Santa Cruz de Tenerife, La Estaca (El Hierro) y Los Cristianos (Tenerife). Alguna línea marítima turística tienen rutas desde Los Cristianos que recalan en Puerto Santiago y Valle Gran Rey. Existen también puertos históricos, hoy sin uso, que fueron utilizados en su día para el embarque de plátanos (la orografía de la isla, llena de barrancos, dificultaba su traslado interior de la fruta hacia un único puerto).

### El Hierro
En El Hierro, el puerto de La Estaca, tiene rutas con Santa Cruz de La Palma, San Sebastián de la Gomera y Los Cristianos (Tenerife). Existe un puerto pesquero en el sur de la isla, La Restinga.

### La Graciosa
En La Graciosa, el puerto de Caleta del Sebo enlaza esta isla con la de Lanzarote.

## Transportes aéreos

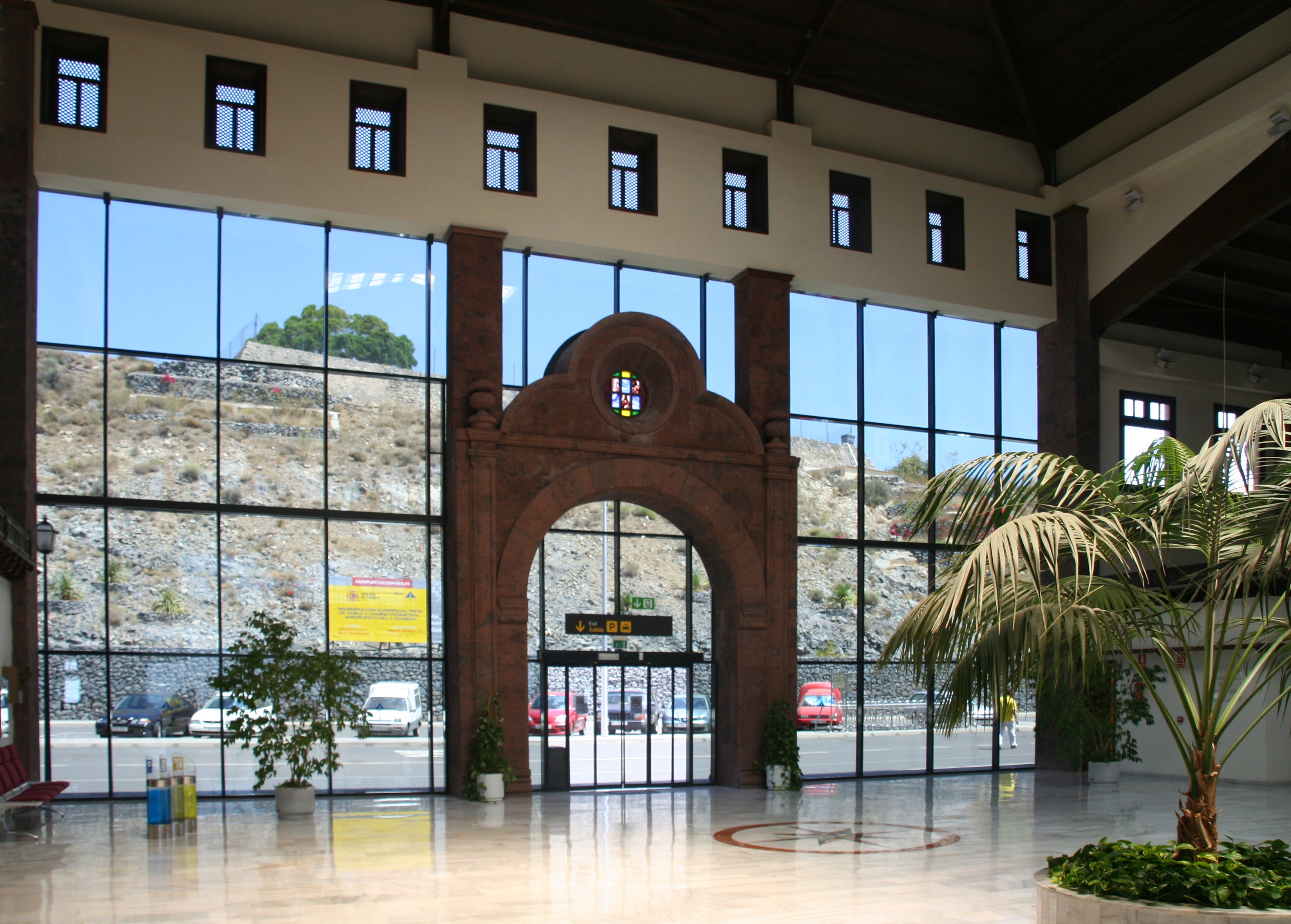
Aeropuerto de La Gomera

Canarias es la comunidad autónoma con más aeropuertos públicos de España, con un total de ocho. Todas las islas, excepto La Graciosa tienen al menos uno, mientras que la isla de Tenerife tiene dos. Todos ellos son de interés general del estado, y son propiedad de la sociedad Aena. Además, los aeropuertos de las islas son uno de los elementos fundamentales de la actividad turística, para la conexión entre islas y el comercio interno y externo. También existe un aeródromo privado en Gran Canaria. Además del tráfico internacional, también acogen el tráfico entre las islas, siendo cubiertas estas rutas por la compañía Binter Canarias.

### Tenerife
Esta isla tiene dos aeropuertos: el Aeropuerto de Tenerife Norte, en el municipio de La Laguna, y el Aeropuerto de Tenerife Sur en el sur de la isla (municipios de Granadilla de Abona y San Miguel de Abona). Este último tiene mayor flujo de pasajeros (7,3 millones en 2010), principalmente turístico, siendo el séptimo de España, mientras que en el aeropuerto de Tenerife Norte predominan los vuelos de cabotaje, especialmente aquellos de carácter regional, y con 4 millones de pasajeros es el 4º de Canarias y 14º de España. Si tenemos en cuenta los pasajeros que registran ambos aeropuertos, Tenerife es la isla que congrega el mayor movimiento de pasajeros de Canarias con un total de 11.410.342 pasajeros.
El municipio de La Orotava cuenta con un teleférico en el Teide siendo, este el teleférico más alto de España contando con 2 kilómetros de recorrido (desde la estación de La Rambleta hasta la cima del volcán), las cabinas cuentan con una capacidad de 44 personas y su velocidad máxima es de 28.8 km/h. Este teleférico fue inaugurado en el año 1971 y su gestión actual es del Cabildo de Tenerife. Se trata además del único teleférico que existe en el archipiélago.

### Gran Canaria
El Aeropuerto de Gran Canaria, se encuentra dentro de los términos municipales de Ingenio y Telde, al este de la isla. En 2010 9,4 millones de pasajeros pasaron por él, lo que lo convierte en el 1º aeropuerto del archipiélago y en el 5º de España. Posee dos pistas y es parte del aeródromo de uso conjunto de Gran Canaria/Gando junto con la Base Aérea de Gando del Ejército del Aire de España y por tanto un componente importante de sus operaciones son de carácter militar. Existe un aeródromo privado, el aeródromo de El Berriel, el único de su tipo en Canarias.

### Lanzarote
El Aeropuerto César Manrique-Lanzarote, conocido popularmente como aeropuerto de Guacimeta, se encuentra al sur de Arrecife siguiendo la costa, en el municipio de San Bartolomé. Es el tercer aeropuerto en tránsito de pasajeros del Archipiélago con 4,9 millones de pasajeros en 2010 y el 9º de España. Cuenta con dos terminales, una para vuelos que viajan fuera de Canarias (principalmente al continente europeo) y una segunda para vuelos regionales. 

### Fuerteventura
El Aeropuerto de Fuerteventura se encuentra al sur de Puerto del Rosario. Tiene dos pistas paralelas no independientes y con 4,1 millones de pasajeros en 2010 es el 4º aeropuerto de Canarias y el 13º de España.

### La Palma
El Aeropuerto de La Palma se encuentra a pocos kilómetros al sur de Santa Cruz de la Palma, en los municipios de Mazo y Breña Baja. Por él pasaron 992.363 pasajeros en 2010, lo que lo convierte en el 6º de Canarias y 24º de España.

### El Hierro
El Aeropuerto de El Hierro se encuentra en la costa este, al norte de Valverde. Tuvo 170.968 pasajeros en 2010.

### La Gomera
El Aeropuerto de La Gomera está situado cerca de Playa de Santiago, en la costa sur. Ha sido la última isla del Archipiélago en inaugurar su instalación aeroportuaria, en 1999, en una compleja ubicación entre barrancos que impide la ampliación futura de la pista. Con menos de 32.488 pasajeros en 2010, y debido a la fuerte competencia del transporte marítimo su éxito ha sido escaso (uno de los 10 menos usados de España).

## Transportes férreos

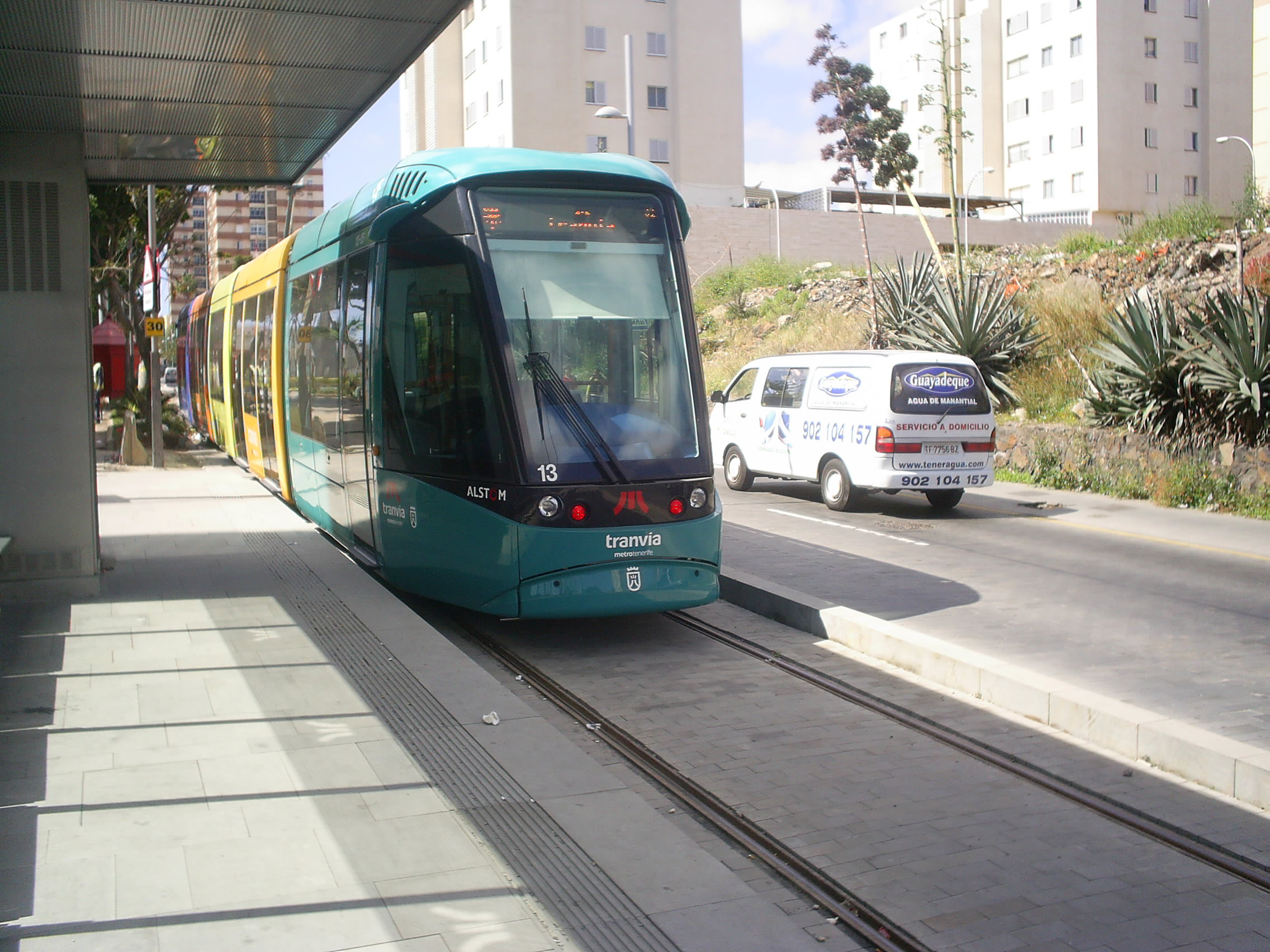
El tranvía en Ofra (Santa Cruz de Tenerife) en fase de pruebas (2007)

En la actualidad sólo la isla de Tenerife cuenta con transporte guiado sobre carriles, que corresponde a las líneas 1 y 2 del Tranvía de Tenerife, operadas por Metropolitano de  Tenerife. La primera de ellas conecta los municipios de Santa Cruz de Tenerife y San Cristóbal de La Laguna pasando por lugares como El Cardonal, el Hospital Universitario de Canarias o los campus de la Universidad de La Laguna. Por otro lado, la línea 2 conecta los núcleos poblacionales de La Cuesta y Tíncer, situados en el área metropolitana.
Anteriormente hubo un tranvía en Tenerife más extenso que conectaba la capital con Tacoronte. Fue dado de baja en 1951 debido a los accidentes mortales que producía. En 2007 se creó el nuevo tranvía en la isla que conecta Santa Cruz con La Laguna. 
En Las Palmas de Gran Canaria hubo hasta 4 locomotoras de vapor entre 1890 y 1910, que conectaban el casco antiguo de la ciudad con el Puerto. Ya en 1910 fueron reemplazados por un tranvía eléctrico, que desapareció tras la Depresión del 29, siendo a su vez sustituido por autobuses de línea. La escasez de combustible de la posguerra llevó a apartar esos autobuses y a recuperar los viejos tranvías, entrando en funcionamiento, el 19 de marzo de 1942, una locomotora a vapor conocida como "La Pepa" que arrastraba los vagones del tranvía eléctrico. Una reproducción de esta locomotora se conserva en el Museo Elder.
Otro caso de transporte férreo desaparecido en las islas es la del 'Tren Vertebrado', diseñado por Alejandro Goicoechea Omar (patentado en febrero de 1936 ES0141056; 'Tren de rodadura elevada', y en 1971 US3626857; 'Articulated Train'), de Las Palmas de Gran Canaria, que quería ser un anuncio de la línea final que llevaría a las playas del sur. Fue inaugurado en el verano de 1974, pero apenas duró un año, por conflictos con intereses locales, y en 1975 se realizó su desmontaje. Este tren vertebrado conectaba la costa de la ciudad capitalina. 
Actualmente están en proyecto tres trayectos de trenes. En Gran Canaria, el Tren de Gran Canaria uniría Las Palmas de Gran Canaria con Maspalomas. Por otro lado, en Tenerife, los ferrocarriles unirían Santa Cruz con Los Cristianos a través del Tren del Sur y con Los Realejos gracias al Tren del Norte.

## Línea de Alta Capacidad (BRT)
Actualmente se construye en Las Palmas de Gran Canaria la primera línea de alta capacidad de guaguas de Canarias o Bus Rapid Transit (BRT), denominada como MetroGuagua, que recorrerá unos 12 km de la plataforma baja de la ciudad y será operada por Guaguas Municipales. La puesta en marcha se estima para el año 2021, con 22 unidades biarticuladas 100% eléctricas de 24 metros y con capacidad para más de 200 personas. Contará con 21 paradas y dos estaciones subterráneas, con una frecuencia de paso de entre 4 y 5 minutos.

## Tráfico de pasajeros en los puertos y aeropuertos

### Aeropuertos
Según la página web de AENA, operador de los 8 aeropuertos canarios, el tráfico total de pasajeros por aeropuertos, en el primer semestre de 2015 es de 17,2 millones de pasajeros. y durante el ejercicio completo del año 2014 los aeropuertos del Grupo Canarias transportaron un total de 34,8 millones de pasajeros.

### Puertos
Los puertos canarios registran un total de 5.164.882 pasajeros. Los cuatro puertos canarios del Estado que registran mayor tráfico de pasajeros son; El Puerto de Los Cristianos (Tenerife) con 1.829.579 pasajeros, el Puerto de Santa Cruz de Tenerife con 1.318.192 pasajeros, el Puerto de San Sebastián de La Gomera con 1.240.694 pasajeros y el Puerto de la Luz y de Las Palmas (Gran Canaria) con un total de 426.043 pasajeros.

## Estadísticas
Canarias constituye una de las regiones españolas que mayor número de turistas recibe a través de sus puertos y aeropuertos. Canarias recibe más de 9,6 millones de turistas y pasajeros anualmente, que se desplazan por los diferentes puertos y aeropuertos del archipiélago. En este aspecto Tenerife es el principal destino en las islas, siendo de este modo la isla que recibe mayor número de pasajeros con el 37% del total, le sigue Gran Canaria con un 31% y luego Lanzarote y Fuerteventura con un 16,28% y un 13,30% respectivamente. La Palma se mantiene en la proporción superando el 1,3%.